# Classe Lexington (portaerei)
La classe Lexington era una classe di portaerei della United States Navy, costituita da due immense unità navali, la Lexington e la Saratoga, due navi veloci e potenti che erano state varate negli anni venti. Esse avevano apparato propulsore turboelettrico e derivavano da 2 scafi di incrociatori da battaglia non completati. Le navi erano state progettate come incrociatori da battaglia, ma i lavori si fermarono a seguito del trattato navale di Washington nel 1922.

## Storia
Per molti anni rimasero le portaerei più grandi mai costruite. Nel maggio del 1942 la Lexington faceva parte della Task Force 11, una delle tre Task Force alleate che durante la battaglia del Mar dei Coralli stava cercando di impedire uno sbarco giapponese a Port Moresby in Nuova Guinea. La mattina dell'8 maggio le due opposte forze di portaerei entrarono in contatto e fecero decollare i loro aerei.
La Lexington fu colpita da 2 siluri e da tre bombe e fu abbandonata a causa dell'incendio che si era sviluppato a bordo, ormai fuori controllo. Vista l'impossibilità di rimorchiarlo, il relitto in fiamme e alla deriva della portaerei fu affondato dal cacciatorpediniere Phelps affinché non cadesse in mani giapponesi. La Saratoga invece fu una delle tre portaerei prebelliche statunitensi a sopravvivere alla guerra.
Il 5 marzo 2018, dopo 76 anni dall'affondamento, la Lexington è stata ritrovata nel corso di una spedizione di ricerca finanziata dal cofondatore di Microsoft, Paul Allen. Il relitto si trova a 3000 metri di profondità, a 800 km al largo della costa orientale dell'Australia.